# Cleopatra Selene II
Cleopatra Selene II (tiếng Hy Lạp cổ đại: Κλεοπάτρα Σελήνη; cuối năm 40 trước Công nguyên - ngày 6 tháng 12 trước Công nguyên), còn được gọi là Cleopatra VIII của Ai Cập hoặc Cleopatra VIII, là một Công chúa của vương triều Ptolemaios và là con gái duy nhất của vị Nữ vương Ai Cập gốc Hy Lạp của nhà Ptolemaios Cleopatra VII với Tam hùng La Mã, Mark Antony.

## Tiểu sử
Bà là em gái song sinh cùng với vương tử nhà Ptolemaios Alexander Helios. Tên thứ hai của bà, "Selena", trong tiếng Hy Lạp cổ đại có nghĩa là mặt trăng, nó còn có nghĩa là vị nữ thần Titan của Mặt trăng tên Selene, còn tên thứ hai của người anh trai sinh đôi có tên là "Helios", có nghĩa là mặt trời và vị thần Titan của Mặt trời Helios.
Cleopatra sinh ra, lớn lên và được giáo dục ở Alexandria, thủ đô của vương triều Ptolemaios tại Ai Cập. Vào năm 36 TCN trong buổi lễ ban tặng Antioch và vào cuối năm 34 trước Công nguyên trong buổi lễ ban tặng Alexandria, bà được phong làm người cai trị của Cyrenaica và Libya.. Sau thất bại của Antony và Cleopatra tại Actium và vụ tự tử của họ ở Ai Cập vào năm 30 trước Công nguyên, Cleopatra Selene được đưa đến La Mã và đặt dưới sự chăm nom của người chị gái Octavian là Octiva Trẻ (một người vợ cũ của Antony). Cleopatra Selene cuối cùng đã kết hôn với Juba II của Numidia và Mauretania và họ có một người con trai và người kế vị tên là Ptolemaios của Mauretania.